# Primal Scream

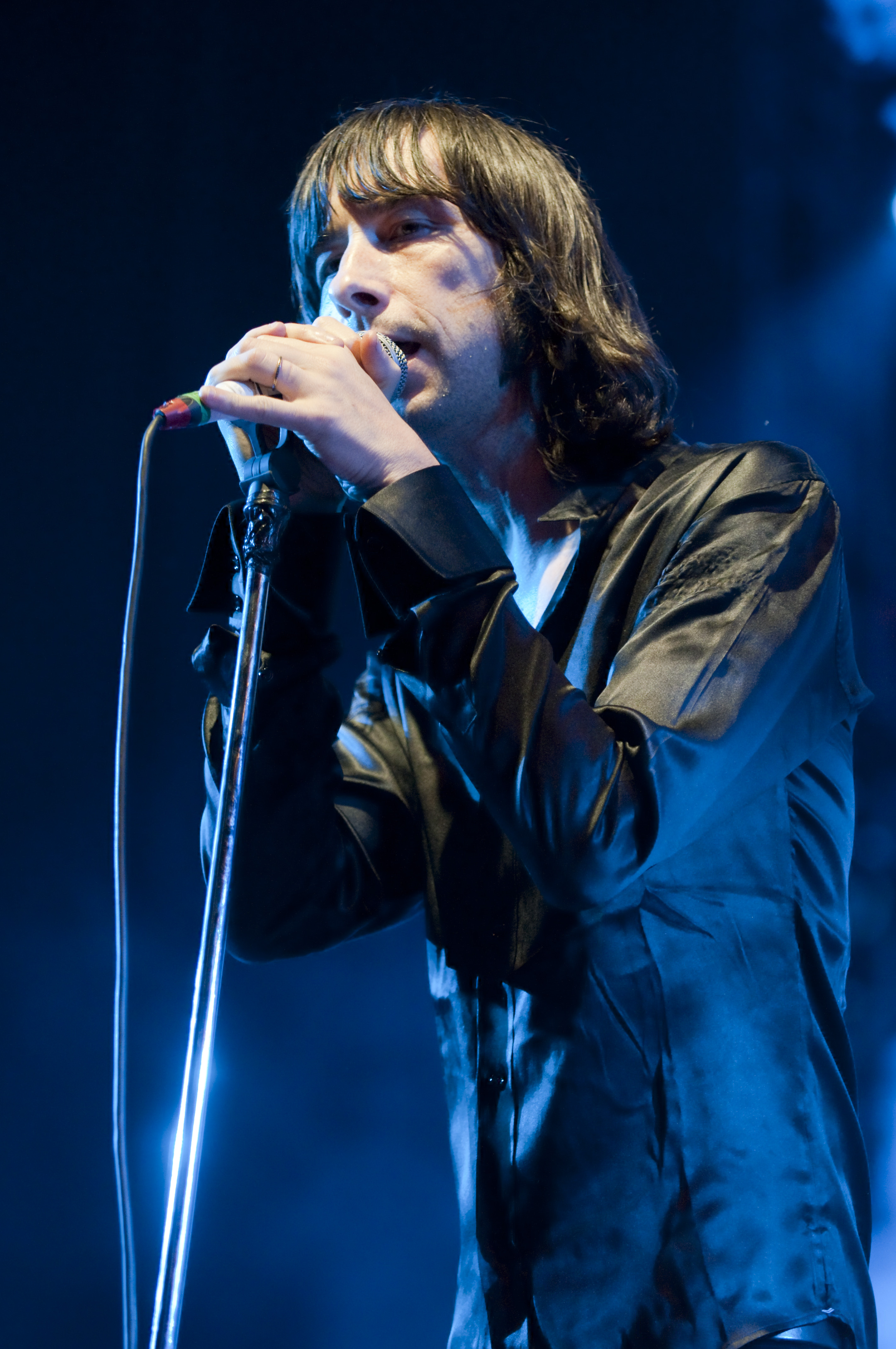
Bobby Gillespie 2009

Primal Scream (englisch für Urschrei) ist eine schottische Rockband, die 1982 von Bobby Gillespie (Gesang) und Jim Beattie gegründet wurde. Die Band besteht aktuell aus Gillespie, Andrew Innes (Gitarre), Simone Butler (Bass) und Darrin Mooney (Schlagzeug).

## Geschichte
Die Band bestand zunächst aus Bobby Gillespie (ehemals The Jesus and Mary Chain), Andrew Innes, Robert Young, Gary Mounfield (ehemals The Stone Roses) und Kevin Shields (My Bloody Valentine). Primal Scream wechselten relativ häufig sowohl die Besetzung als auch die Musikstile, das einzig konstante Mitglied ist Bobby Gillespie. Bis 2000 veröffentlichte die Band ihre Platten auf dem Creation-Label, heute sind sie bei Sony/BMG unter Vertrag.
Beginnend als Psychedelic-Rock-Band, deren durch einen formlosen Gitarrensound begleitete Musik instinkthaft und ursprünglich wirken sollte, kombinierten sie bald Rock mit Dance Music. Ihr Album Screamadelica aus dem Jahr 1991 bescherte der Band den weltweiten Durchbruch. Das Album wurde 2011 von der Musikzeitschrift New Musical Express auf Platz 1 der "50 Druggiest Albums Ever" gewählt. Der DJ und Produzent Andrew Weatherall bildete mit seinen Sounds zu dieser Zeit einen maßgeblichen Einfluss auf die Band.
1994 wechselte die Band in eine Phase, in der sie klassischen Rock im Stile der Rolling Stones spielte, um dann auf komplexe elektronische und dabei auch aggressivere Musik zu wechseln. Das 1997 erschienene Album Vanishing Point war ein Schritt zurück zu den psychedelischen Wurzeln der Band, wohingegen auf den Alben XTRMNTR (2000) und Evil Heat (2002) deutliche Electroclash-Einflüsse zu hören waren.
Primal Scream erreichte 2006 mit ihrer Single Country Girl Platz 5 der britischen Singlecharts, ihre bis dato höchste Position in Großbritannien. Das Album Beautiful Future (2008) ist die erste Veröffentlichung von Primal Scream auf dem neuen Label B-Unique. Die erste Single aus dem Album wurde von Paul Epworth (u. a. Bloc Party) produziert. Im Mai 2011 erschien ihre erste Live-DVD Screamadelica Live, im Mai 2013 das neue Album More Light.
Robert Young, der zunächst Bassist und dann bis zu seinem Ausstieg 2006 Gitarrist der Band gewesen war, starb am 9. September 2014 in Hove im Alter von 49 Jahren. Der Keyboarder Martin Duffy starb am 20. Dezember 2022 nach einem Sturz in seinem Haus in Brighton.

## Diskografie

### Alben
| Jahr | Titel                                  | Höchstplatzierung, Gesamtwochen, AuszeichnungChartplatzierungen (Jahr, Titel, Platzierungen, Wochen, Auszeichnungen, Anmerkungen) | Höchstplatzierung, Gesamtwochen, AuszeichnungChartplatzierungen (Jahr, Titel, Platzierungen, Wochen, Auszeichnungen, Anmerkungen) | Höchstplatzierung, Gesamtwochen, AuszeichnungChartplatzierungen (Jahr, Titel, Platzierungen, Wochen, Auszeichnungen, Anmerkungen) | Höchstplatzierung, Gesamtwochen, AuszeichnungChartplatzierungen (Jahr, Titel, Platzierungen, Wochen, Auszeichnungen, Anmerkungen) | Anmerkungen                                        |
| Jahr | Titel                                  | DE | AT | CH | UK | Anmerkungen                                        |
| ---- | -------------------------------------- | --- | --- | --- | --- | -------------------------------------------------- |
| 1987 | Sonic Flower Groove                    | — | — | — | UK62 (1 Wo.)UK | Erstveröffentlichung: 5. Oktober 1987              |
| 1989 | Primal Scream                          | — | — | — | — | Erstveröffentlichung: 4. September 1989            |
| 1991 | Screamadelica                          | — | — | — | UK8 ×2Doppelplatin · (51 Wo.)UK                                                                                                   | Erstveröffentlichung: 23. September 1991           |
| 1994 | Give Out, But Don’t Give Up            | DE40 (12 Wo.)DE | AT31 (6 Wo.)AT | CH41 (2 Wo.)CH | UK2 Gold · (23 Wo.)UK | Erstveröffentlichung: 28. März 1994                |
| 1997 | Vanishing Point                        | DE97 (1 Wo.)DE | AT31 (2 Wo.)AT | CH47 (1 Wo.)CH | UK2 Gold · (10 Wo.)UK | Erstveröffentlichung: 7. Juli 1997                 |
| 1997 | Echo Dek                               | — | — | — | UK43 (2 Wo.)UK | Erstveröffentlichung: 27. Oktober 1997             |
| 2000 | Exterminator                           | DE95 (1 Wo.)DE | — | — | UK3 Gold · (12 Wo.)UK | Erstveröffentlichung: 31. Januar 2000              |
| 2002 | Evil Heat                              | DE88 (1 Wo.)DE | — | — | UK9 (4 Wo.)UK | Erstveröffentlichung: 5. August 2002               |
| 2003 | Dirty Hits                             | — | — | — | UK25 Gold · (6 Wo.)UK | Erstveröffentlichung: 3. November 2003 Kompilation |
| 2006 | Riot City Blues                        | — | — | — | UK5 Gold · (14 Wo.)UK | Erstveröffentlichung: 5. Juni 2006                 |
| 2008 | Beautiful Future                       | — | AT62 (1 Wo.)AT | — | UK9 (4 Wo.)UK | Erstveröffentlichung: 21. Juli 2008                |
| 2013 | More Light                             | DE99 (1 Wo.)DE | AT73 (1 Wo.)AT | — | UK12 (4 Wo.)UK | Erstveröffentlichung: 13. Mai 2013                 |
| 2016 | Chaosmosis                             | — | — | CH84 (1 Wo.)CH | UK12 (2 Wo.)UK | Erstveröffentlichung: 18. März 2016                |
| 2018 | Give Out, But Don’t Give Up – Original | — | — | — | UK21 (2 Wo.)UK |                                                    |
| 2019 | Maximum Rock ’n’ Roll – The Singles    | — | — | — | UK18 (1 Wo.)UK | Erstveröffentlichung: 24. Mai 2019                 |
| 2021 | Demodelica                             | — | — | — | UK96 (1 Wo.)UK | Erstveröffentlichung: 15. Oktober 2021             |
| 2024 | Come Ahead                             | — | — | CH82 (1 Wo.)CH | UK24 (1 Wo.)UK | Erstveröffentlichung: 8. November 2024             |

Weitere Alben
- 2003: Live in Japan
- 2004: Shoot Speed – More Dirty Hits

### Singles
| Jahr | Titel Album                                              | Höchstplatzierung, Gesamtwochen, AuszeichnungChartplatzierungen (Jahr, Titel, Album, Platzierungen, Wochen, Auszeichnungen, Anmerkungen) | Höchstplatzierung, Gesamtwochen, AuszeichnungChartplatzierungen (Jahr, Titel, Album, Platzierungen, Wochen, Auszeichnungen, Anmerkungen) | Anmerkungen                                                       |
| Jahr | Titel Album                                              | DE | UK | Anmerkungen                                                       |
| ---- | -------------------------------------------------------- | --- | --- | ----------------------------------------------------------------- |
| 1987 | Gentle Tuesday Sonic Flower Groove                       | — | UK86 (3 Wo.)UK | Erstveröffentlichung: Juni 1987                                   |
| 1987 | Imperial Sonic Flower Groove                             | — | UK86 (3 Wo.)UK | Erstveröffentlichung: September 1987                              |
| 1989 | Ivy, Ivy, Ivy Primal Scream                              | — | UK97 (1 Wo.)UK | Erstveröffentlichung: Juli 1989                                   |
| 1990 | Loaded Screamadelica                                     | — | UK16 Gold · (12 Wo.)UK | Erstveröffentlichung: Februar 1990                                |
| 1990 | Come Together Screamadelica                              | — | UK26 (6 Wo.)UK | Erstveröffentlichung: August 1990                                 |
| 1991 | Higher Than the Sun Screamadelica                        | — | UK40 (2 Wo.)UK | Erstveröffentlichung: Juni 1991                                   |
| 1991 | Don’t Fight It, Feel It Screamadelica                    | — | UK41 (2 Wo.)UK | Erstveröffentlichung: August 1991                                 |
| 1992 | Movin’ On Up Screamadelica                               | DE93 (2 Wo.)DE | UK11 Gold · (6 Wo.)UK | Erstveröffentlichung: Oktober 1991 in UK als Dixie-Narco EP       |
| 1994 | Rocks / Funky Jam Give Out, But Don’t Give Up            | — | UK7 Gold · (6 Wo.)UK | Erstveröffentlichung: 28. Februar 1994                            |
| 1994 | Jailbird Give Out, But Don’t Give Up                     | — | UK29 (3 Wo.)UK | Erstveröffentlichung: 6. Juni 1994                                |
| 1994 | (I’m Gonna) Cry Myself Blind Give Out, But Don’t Give Up | — | UK49 (2 Wo.)UK | Erstveröffentlichung: 28. November 1994                           |
| 1996 | The Big Man and the Scream Team Meet Barmy Army Uptown – | — | UK17 (2 Wo.)UK | mit Irvine Welsh & On-U Sound                                     |
| 1997 | Kowalski Vanishing Point                                 | — | UK8 (3 Wo.)UK | Erstveröffentlichung: 5. Mai 1997                                 |
| 1997 | Star Vanishing Point                                     | — | UK16 (4 Wo.)UK | Erstveröffentlichung: 16. Juni 1997                               |
| 1997 | Burning Wheel Vanishing Point                            | — | UK17 (2 Wo.)UK | Erstveröffentlichung: 13. Oktober 1997                            |
| 1998 | If They Move, Kill ’Em Vanishing Point                   | — | UK81 (1 Wo.)UK | Erstveröffentlichung: 16. Februar 1998                            |
| 1999 | Swastika Eyes Exterminator                               | — | UK22 (2 Wo.)UK | Erstveröffentlichung: 15. November 1999 deutscher Titel: War Pigs |
| 2000 | Kill All Hippies Exterminator                            | — | UK24 (2 Wo.)UK | Erstveröffentlichung: 20. März 2000                               |
| 2000 | Accelerator Exterminator                                 | — | UK34 (2 Wo.)UK | Erstveröffentlichung: 11. September 2000                          |
| 2002 | Miss Lucifer Evil Heat                                   | — | UK25 (2 Wo.)UK | Erstveröffentlichung: Juni 2002                                   |
| 2002 | Autobahn 66 Evil Heat                                    | — | UK44 (2 Wo.)UK | Erstveröffentlichung: November 2002                               |
| 2003 | Some Velvet Morning Evil Heat                            | — | UK44 (2 Wo.)UK | mit Kate Moss                                                     |
| 2006 | Country Girl Riot City Blues                             | — | UK5 Silber · (16 Wo.)UK | Erstveröffentlichung: 22. Mai 2006                                |
| 2006 | Dolls (Sweet Rock and Roll) Riot City Blues              | — | UK40 (2 Wo.)UK | Erstveröffentlichung: 7. August 2006                              |
| 2008 | Can’t Go Back Beautiful Future                           | — | UK48 (2 Wo.)UK | Erstveröffentlichung: 14. Juli 2008                               |

Weitere Singles
- 1985: All Fall Down / It Happens
- 1986: Crystal Crescent / Velocity Girl
- 1992: Damaged
- 2006: Sometimes I Feel So Lonely
- 2008: Uptown
- 2013: 2013
- 2013: It’s Alright, It’s OK
- 2013: Invisible City
- 2016: Where the Light Gets In (mit Sky Ferreira)
- 2016: 100 % or Nothing
- 2016: (Feeling like A) Demon Again

### Videoalben
- 2007: Riot City Blues Tour
- 2011: Screamadelica Live

## Auszeichnungen für Musikverkäufe
| Goldene Schallplatte - Irland - 2006: für das Album Riot City Blues - Japan - 1997: für das Album Vanishing Point - 2000: für das Album Exterminator |

Anmerkung: Auszeichnungen in Ländern aus den Charttabellen bzw. Chartboxen sind in ebendiesen zu finden.
| Land/RegionAuszeichnungen für Musikverkäufe (Land/Region, Auszeichnungen, Verkäufe, Quellen) | Silber  | Gold       | Platin     | Verkäufe  | Quellen        |
| -------------------------------------------------------------------------------------------- | ------- | ---------- | ---------- | --------- | -------------- |
| Irland (IRMA)                                                                                | —       | Gold1      | —          | 7.500     | irishcharts.ie |
| Japan (RIAJ)                                                                                 | —       | 2× Gold2   | —          | 200.000   | riaj.or.jp     |
| Vereinigtes Königreich (BPI)                                                                 | Silber1 | 8× Gold8   | 2× Platin2 | 2.500.000 | bpi.co.uk      |
| Insgesamt                                                                                    | Silber1 | 11× Gold11 | 2× Platin2 |           |                |